# Un descenso al Maelström
Un descenso al Maelström ("A Descent into the Maelström", en inglés) es un cuento corto del escritor estadounidense Edgar Allan Poe publicado en 1841. Se ha agrupado este relato, bien entre los cuentos de raciocinio o entre los de temática marinera de este autor.

## Argumento
Está inspirado en el fenómeno del Maelström, un remolino que se produce en las costas de Noruega, formado por la conjunción de las fuertes corrientes que atraviesan el estrecho de Moskenstraumen y la gran amplitud de las mareas. El relato en sí se trata de una historia dentro de otra historia, contada desde lo alto de un abismo. Está narrada por un anciano que afirma no serlo, pese a su apariencia: "No hizo falta más que un día para transformar mis cabellos negros en canas, debilitar mis miembros y destrozar mis nervios." El narrador cuenta que un día se hizo a la mar con dos de sus hermanos, cuando se desató un terrible huracán, que atrapó el barco en su vórtice. Los dos hermanos murieron, mientras que el narrador caía al centro del remolino y se quedaba maravillado ante lo que veía. Se arrojó al agua, sujetándose a un barril. Al cabo de un tiempo impreciso, fue izado a la borda de un barco de conocidos suyos que no le reconocieron.

## Temas principales
- El raciocinio, por la manera en que está contado el cuento (como en El misterio de Marie Rogêt y La carta robada).
- El relato marinero (como en La narración de Arthur Gordon Pym, Manuscrito encontrado en una botella y La caja oblonga).

## Publicación
La historia apareció en abril de 1841 en el Graham's Magazine. Poe tuvo que correr para terminarla, y más tarde reconoció que el final era imperfecto. Como en otras aventuras marineras (La narración de Arthur Gordon Pym y El diario de Julius Rodman, en su momento se pensó que este relato era verídico y uno de sus pasajes fue impreso en la Encyclopædia Britannica. Irónicamente, dicho pasaje está tomado de una edición anterior de la misma enciclopedia.

## Adaptación
En 1979, Crack grupo español de rock progresivo publicó su disco Si todo hiciera crack cuyo primer tema, totalmente instrumental, se titula «Descenso en el Maelström».      
En 1986, el compositor Philip Glass escribió una pieza inspirada en este relato por encargo del Australian Dance Theatre.

## En la cultura popular
En 1970, el escritor checo Ludvík Vaculík hizo muchas referencias a este relato, así como también a la obra El gato negro, en su novela The Pigs.
Una canción del grupo asturiano de rock progresivo Crack tiene el mismo nombre que este relato, dentro de su único álbum Si todo hiciera crack.
En 2016 el álbum colaborativo de diversos artistas de Rock y Metal en español: "Legado de una Tragedia III", evoca el presente cuento en la canción: "La maldición del Manuscrito"
En  2019, el escritor chino Liu Cixin lo cita en su novela "El Fin de la muerte".

## Enlaces
- Wikisource contiene una copia de Un descenso al Maelström.
- Information about Philip Glass's musical interpretation.

- Datos: Q1658772
- Multimedia: A Descent into the Maelström / Q1658772
- Textos: Un descenso al Maelström